# Moraea longiaristata
Moraea longiaristata är en irisväxtart som beskrevs av Peter Goldblatt. Moraea longiaristata ingår i släktet Moraea och familjen irisväxter. Inga underarter finns listade i Catalogue of Life.